# Antwerpen–Gent–Antwerpen
Das Radrennen Antwerpen–Gent–Antwerpen (auch: Omloop van de dag; franz.: Anvers–Gand–Anvers) war ein zwischen Antwerpen und Gent ausgetragenes Eintagesrennen in Belgien.
Insgesamt wurde das Rennen zwischen 1931 und 1944 elfmal ausgetragen. In den Jahren 1932 bis 1934 fand keine Austragung statt.
Die Siege gingen stets an einheimische Rennfahrer aus Belgien. Rekordsieger sind Albert Hendrickx und Marcel Kint mit jeweils zwei Siegen.

## Palmarès
| - 1944 Lode Poels - 1943 Emiel Faingnaert - 1942 Edward Van Dijck - 1941 Lode Busschops | - 1940 Albert Hendrickx - 1939 Marcel Kint - 1938 Joseph Huts - 1937 Albert Hendrickx | - 1936 Marcel Kint - 1935 Leopold De Rijck - 1932–1934 nicht ausgetragen - 1931 Gérard Loncke |